# Ein Unglück in der Kinderstube
Ein Unglück in der Kinderstube ist eine deutsche Kinderkomödie aus dem Jahr 1910.

## Handlung
Eine Puppe ist kaputtgegangen. Die beiden Mädchen, denen sie gehört, gehen zu einem Arzt, der mit ihnen zusammen eine Puppenklinik aufsucht.

## Hintergrund
Der schwarzweiße, viragierte Stummfilm hat eine Länge von 195 Metern, das entspricht in etwa einer Spieldauer von 11 Minuten. Die Kosten für das Viragieren betrugen damals 9,00 Mark, das entspricht knapp 64 Euro. Produziert wurde der Film von der Duskes Kinematographen- und Film-Fabriken GmbH. Die Zensurprüfung der Polizei München gab ihn für die Jugend am 30. Mai 1910 frei. Seine Uraufführung erfolgte am 25. Juni 1910.